# 主顯堂 (匹茲堡)
主顯堂（英語：Church of the Epiphany）是美國賓夕凡尼亞州匹茲堡的一座天主堂，建於1902年。
該堂位於華盛頓坊（Washington Place）夾中心大道（Centre Avenue）處，毗鄰PPG塗料體育館。

## 外部連結
- 维基共享资源上的相關多媒體資源：主顯堂
- Epiphany Church Website
- Printers' Mass at Epiphany 的存檔，存档日期2014-01-08.